# Psaliodes nivestrota
Psaliodes nivestrota är en fjärilsart som beskrevs av W. Warren 1907. Psaliodes nivestrota ingår i släktet Psaliodes och familjen mätare. Inga underarter finns listade i Catalogue of Life.